# Dieudonné Ella Oyono
Dieudonné Ella Oyono est un économiste, fonctionnaire, enseignant et homme politique gabono-québécois. Il occupe un poste de chef d'équipe au service du développement économique de la Ville de Montréal et est chargé de cours à l'École des sciences de la gestion de l'Université du Québec à Montréal (UQAM). Il est le président du Parti québécois (PQ) entre novembre 2019 et 2021.

## Biographie
Au Gabon, à Libreville, Dieudonné Ella Oyono étudie en sciences économiques à l'Université Omar Bongo. En 2001, à l'âge de 27 ans, il poursuit ses études doctorales au Québec, à Montréal, grâce à une bourse du Gabon. Il décide ensuite de s'établir dans cette ville, commence l'enseignement de l'économie à l'UQAM et joint éventuellement la fonction publique du Québec. En 2006, il devient analyste de marché au ministère de l'Agriculture. En 2008, il décroche un poste de conseiller économique au ministère de l'Économie du Québec. Finalement, en 2010, dans ce ministère, il est promu adjoint au directeur régional.
Parallèlement à cette carrière de fonctionnaire, Dieudonné Ella Oyono commence à s'impliquer dans le milieu syndical, au sein du Syndicat de professionnelles et professionnels du gouvernement du Québec. Également, il fonde l'organisme Afrique Canada Opportunités, un organisme d'intégration et de développement des affaires entre le Québec et l'Afrique. En 2018, il publie un livre: Comment tomber en amour avec son nouveau pays. Enfin, il s'implique au Parti québécois à partir de 2012. Il est candidat défait du PQ dans la circonscription de Saint-Henri–Sainte-Anne en 2018, et devient ensuite président de l'association de circonscription du parti à Pointe-aux-Trembles. En novembre 2019, il remporte sans opposition la course à la présidence du conseil exécutif national du parti.